# هیلاندال (مریلند)
هیلاندال (به انگلیسی: Hillandale) شهری در ایالت مریلند کشور ایالات متحده آمریکا است که جمعیت آن در سرشماری سال ۲۰۱۰ میلادی، ۶٬۰۴۳ نفر بوده‌است.